# Plataneros de Corozal 2022
Questa voce raccoglie le informazioni riguardanti i Plataneros de Corozal nelle competizioni ufficiali della stagione 2022.

## Stagione
I Plataneros de Corozal partecipano al loro quarantacinquesimo campionato di Liga de Voleibol Superior Masculino: si classificano al terzo posto in regular season, classificandosi ai play-off scudetto e spingendosi fino alle semifinali, dove escono per mano dei Mets de Guaynabo.

## Organigramma societario
Area direttiva
- Presidente: Luis Ortiz, Héctor Reyes

Area tecnica
- Primo allenatore: David Alemán[3] (da settembre a ottobre), Omar Rivera[3] (ad interim), Dewid Zayas[4] (da ottobre)

## Rosa
| N° | Nome                  | Ruolo | Data di nascita  | Nazionalità sportiva |
| -- | --------------------- | ----- | ---------------- | -------------------- |
| 1  | Edgardo Goás          | P     | 27 gennaio 1989  | Porto Rico           |
| 2  | Ulises Maldonado      | O     | 3 marzo 1989     | Porto Rico           |
| 3  | Yaviel Rolón          | L     | -                | Porto Rico           |
| 4  | David Menéndez        | C     | 22 febbraio 1988 | Porto Rico           |
| 5  | Alexander Robles      | S     | 22 ottobre 1989  | Porto Rico           |
| 6  | Kelvin Marrero        | P     | -                | Porto Rico           |
| 7  | Nesty Solivan         | S     | 11 dicembre 1996 | Porto Rico           |
| 8  | Jonathan King         | C     | 12 agosto 1982   | Porto Rico           |
| 9  | Daniel Martínez       | C     | -                | Porto Rico           |
| 10 | Ezequiel Cruz         | S     | 15 luglio 1986   | Porto Rico           |
| 11 | Víctor Cosme          | L     | 8 novembre 1989  | Porto Rico           |
| 12 | Víctor González       | S     | 23 giugno 1993   | Porto Rico           |
| 14 | Manuel Hernández      | S     | -                | Porto Rico           |
| 24 | Juan Carlos Rodríguez | P     | 1º ottobre 1992  | Porto Rico           |
| 25 | Alexis Colón          | C     | 30 maggio 1990   | Porto Rico           |

## Mercato
| Acquisti | Acquisti              | Acquisti                 | Acquisti   |
| R.       | Nome                  | da                       | Modalità   |
| -------- | --------------------- | ------------------------ | ---------- |
| P        | Edgardo Goás          | Capitanes de Arecibo     | definitivo |
| O        | Ulises Maldonado      | Capitanes de Arecibo     | definitivo |
| L        | Yaviel Rolón          | ?                        | definitivo |
| C        | David Menéndez        | Capitanes de Arecibo     | definitivo |
| S        | Alexander Robles      | Capitanes de Arecibo     | definitivo |
| P        | Kelvin Marrero        | ?                        | definitivo |
| S        | Nesty Solivan         | Caribes de San Sebastián | definitivo |
| C        | Jonathan King         | Capitanes de Arecibo     | definitivo |
| C        | Daniel Martínez       | ?                        | definitivo |
| S        | Ezequiel Cruz         | Capitanes de Arecibo     | definitivo |
| L        | Víctor Cosme          | Dallas Tornadoes         | definitivo |
| S        | Víctor González       | Gigantes de Carolina     | definitivo |
| S        | Manuel Hernández      | ?                        | definitivo |
| P        | Juan Carlos Rodríguez | Capitanes de Arecibo     | definitivo |
| C        | Alexis Colón          | Capitanes de Arecibo     | definitivo |

| Cessioni | Cessioni | Cessioni | Cessioni |
| R. | Nome     | a        | Modalità |
| --- | -------- | -------- | -------- |
| Non sono avvenuti movimenti di mercato in uscita perché la società è stata inattiva nella stagione precedente |          |          |          |

## Risultati

### LVSM

#### Regular season
| 1ª giornata - 29 settembre 2022 Coliseo Carmen Zoraida Figueroa, Corozal | Plataneros de Corozal    | 3 - 0 | Indios de Mayagüez       | 25-23, 25-23, 25-22               |
| 2ª giornata - 1º ottobre 2022 Coliseo Carmen Zoraida Figueroa, Corozal   | Plataneros de Corozal    | 1 - 3 | Gigantes de Carolina     | 22-25, 18-25, 25-23, 18-25        |
| 3ª giornata - 2 ottobre 2022 Coliseo Luis Aymat Cardona, San Sebastián   | Caribes de San Sebastián | 2 - 3 | Plataneros de Corozal    | 28-26, 21-25, 25-22, 20-25, 13-15 |
| 4ª giornata - 5 ottobre 2022 Coliseo Carmen Zoraida Figueroa, Corozal    | Plataneros de Corozal    | 3 - 0 | Caribes de San Sebastián | 25-17, 26-24, 25-23               |
| 5ª giornata - 8 ottobre 2022 Coliseo Raúl "Pipote" Oliveras, Yauco       | Cafeteros de Yauco       | 2 - 3 | Plataneros de Corozal    | 25-21, 20-25, 23-25, 25-23, 11-15 |
| 6ª giornata - 12 ottobre 2022 Coliseo Raúl "Pipote" Oliveras, Yauco      | Indios de Mayagüez       | 0 - 3 | Plataneros de Corozal    | 28-30, 23-25, 18-25               |
| 7ª giornata - 14 ottobre 2022 Coliseo Carmen Zoraida Figueroa, Corozal   | Plataneros de Corozal    | 3 - 1 | Indios de Mayagüez       | 25-21, 22-25, 25-19, 25-20        |
| 8ª giornata - 16 ottobre 2022 Coliseo Gelito Ortega, Naranjito           | Changos de Naranjito     | 3 - 0 | Plataneros de Corozal    | 25-21, 25-19, 25-17               |
| 9ª giornata - 20 ottobre 2022 Coliseo Carmen Zoraida Figueroa, Corozal   | Plataneros de Corozal    | 1 - 3 | Mets de Guaynabo         | 14-25, 20-25, 25-23, 14-25        |
| 10ª giornata - 21 ottobre 2022 Coliseo Carmen Zoraida Figueroa, Corozal  | Plataneros de Corozal    | 0 - 3 | Cafeteros de Yauco       | 19-25, 22-25, 22-25               |
| 11ª giornata - 23 ottobre 2022 Coliseo Carmen Zoraida Figueroa, Corozal  | Plataneros de Corozal    | 3 - 1 | Gigantes de Carolina     | 22-25, 25-20, 25-22, 25-13        |
| 12ª giornata - 26 ottobre 2022 Coliseo Carmen Zoraida Figueroa, Corozal  | Plataneros de Corozal    | 1 - 3 | Changos de Naranjito     | 17-25, 25-20, 20-25, 17-25        |
| 13ª giornata - 2 novembre 2022 Coliseo Raúl "Pipote" Oliveras, Yauco     | Cafeteros de Yauco       | 3 - 1 | Plataneros de Corozal    | 21-25, 25-22, 25-18, 25-19        |
| 14ª giornata - 5 novembre 2022 Coliseo Gelito Ortega, Naranjito          | Changos de Naranjito     | 3 - 2 | Plataneros de Corozal    | 25-19, 20-25, 19-25, 25-14, 15-13 |
| 15ª giornata - 7 novembre 2022 Coliseo Luis Aymat Cardona, San Sebastián | Caribes de San Sebastián | 0 - 3 | Plataneros de Corozal    | 18-25, 20-25, 22-25               |
| 16ª giornata - 9 novembre 2022 Coliseo Carmen Zoraida Figueroa, Corozal  | Plataneros de Corozal    | 1 - 3 | Mets de Guaynabo         | 25-21, 18-25, 20-25, 22-25        |
| 17ª giornata - 10 novembre 2022 Coliseo Guillermo Angulo, Carolina       | Gigantes de Carolina     | 0 - 3 | Plataneros de Corozal    | 20-25, 19-25, 16-25               |
| 18ª giornata - 13 novembre 2022 Coliseo Mario Morales, Guaynabo          | Mets de Guaynabo         | 2 - 3 | Plataneros de Corozal    | 26-28, 25-15, 25-18, 21-25, 14-16 |

#### Play-off
| Quarti di finale (gara 2) - 19 novembre 2022 Coliseo Carmen Zoraida Figueroa, Corozal  | Plataneros de Corozal    | 0 - 3 | Caribes de San Sebastián | 23-25, 18-25, 36-38               |
| Quarti di finale (gara 3) - 21 novembre 2022 Coliseo Gelito Ortega, Naranjito          | Changos de Naranjito     | 3 - 1 | Plataneros de Corozal    | 19-25, 25-16, 25-21, 25-23        |
| Quarti di finale (gara 4) - 23 novembre 2022 Coliseo Luis Aymat Cardona, San Sebastián | Caribes de San Sebastián | 0 - 3 | Plataneros de Corozal    | 21-25, 22-25, 24-26               |
| Quarti di finale (gara 6) - 28 novembre 2022 Coliseo Carmen Zoraida Figueroa, Corozal  | Plataneros de Corozal    | 3 - 2 | Changos de Naranjito     | 19-25, 17-25, 25-17, 25-20, 15-12 |
| Semifinali (gara 1) - 1º dicembre 2022 Coliseo Mario Morales, Guaynabo                 | Mets de Guaynabo         | 3 - 0 | Plataneros de Corozal    | 25-21, 25-18, 25-21               |
| Semifinali (gara 2) - 3 dicembre 2022 Coliseo Carmen Zoraida Figueroa, Corozal         | Plataneros de Corozal    | 3 - 2 | Mets de Guaynabo         | 25-27, 25-20, 23-25, 25-20, 15-13 |
| Semifinali (gara 3) - 6 dicembre 2022 Coliseo Mario Morales, Guaynabo                  | Mets de Guaynabo         | 3 - 0 | Plataneros de Corozal    | 25-19, 25-17, 25-21               |
| Semifinali (gara 4) - 8 dicembre 2022 Coliseo Carmen Zoraida Figueroa, Corozal         | Plataneros de Corozal    | 2 - 3 | Mets de Guaynabo         | 25-16, 25-22, 22-25, 22-25, 10-15 |
| Semifinali (gara 5) - 10 dicembre 2022 Coliseo Mario Morales, Guaynabo                 | Mets de Guaynabo         | 2 - 3 | Plataneros de Corozal    | 21-25, 24-26, 25-20, 25-14, 9-15  |
| Semifinali (gara 6) - 12 dicembre 2022 Coliseo Carmen Zoraida Figueroa, Corozal        | Plataneros de Corozal    | 0 - 3 | Mets de Guaynabo         | 22-25, 16-25, 21-25               |

## Statistiche

### Statistiche di squadra
| Competizione | Punti | In casa | In casa | In casa | In trasferta | In trasferta | In trasferta | Totale | Totale | Totale |
| Competizione | Punti | G       | V       | P       | G            | V            | P            | G      | V      | P      |
| ------------ | ----- | ------- | ------- | ------- | ------------ | ------------ | ------------ | ------ | ------ | ------ |
| LVSM         | 28    | 14      | 6       | 8       | 14           | 8            | 6            | 28     | 14     | 14     |
| Totale       | -     | 14      | 6       | 8       | 14           | 8            | 6            | 28     | 14     | 14     |

G = partite giocate; V = partite vinte; P = partite perse

### Statistiche dei giocatori
Dati non disponibili.